# 西藏圍棋
西藏圍棋，藏語音譯為哲，密芒的一種，又名藏式圍棋，流傳於西藏地區的傳統棋類。特點是仍保留古代的座子制，並且因為不可下在剛被提吃的所有棋點。
密芒是指棋，非專指西藏圍棋，也有其他西藏棋類，如排棋。
据敦煌莫高窟文献中记载，松赞干布的父亲囊日論贊擅长下西藏围棋，而且棋艺非常出色。“每与人弈棋，当一局中其对手行将败北时，即帮对手，令其取胜”。相傳松贊干布的大臣瓊波·邦色也是一位圍棋高手。根據現代學者研究，西藏圍棋起源於中國內地的圍棋，中國內地的圍棋最遲在唐朝初期傳到了西藏，並逐漸發展為西藏圍棋。
五世達賴圆寂，桑結嘉錯与拉藏汗兩人矛盾日趋激烈，因双方認為武力征战将会两败俱伤，在权衡利弊後，双方决定以比赛西藏圍棋论定输赢，经过三盤的棋艺较量后，桑杰嘉措輸棋，且于1705年被拉藏汗杀死。此后藏族认为西藏围棋是不祥之物，西藏围棋因此渐渐失传。
十九世紀中葉，藏族天文历算家丹巴加措曾有一本关于围棋棋艺的专著《密芒吉单居》（《藏棋之理论》），共三十二頁。
1958年11月，當時為锡金王子的巴登土登郎加访日时和日本棋手伊予本桃市对弈西藏圍棋。

## 棋具

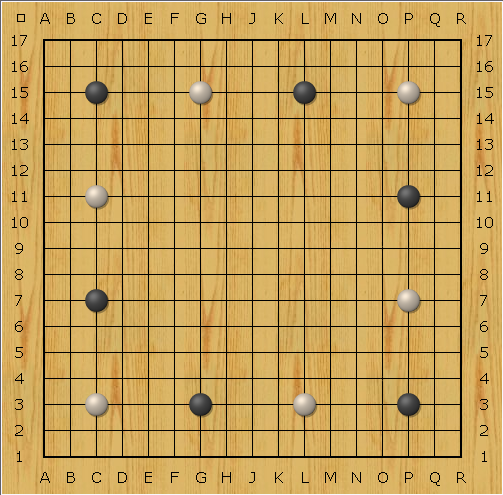
西藏围棋开局座子摆法

採用17*17的圍棋棋盤。棋子用黑白圍棋。

## 規則
- 雙方先放各六枚座子，方開始行棋。
  - 白方座子座標：c3、c11、g15、l3、p7、p15。
  - 黑方座子座標：c7、c15、g3、l15、p3、p11。
  - 白方的一一角為右下、左上；黑方的為右上、左下。

- 雙方輪流下一子，白色先。

- 不可下在剛被提吃的所有棋點。

- 如果以棋子佔領或圍繞對方兩個一一角，則另得二十目。

- 如果以棋子佔領或圍繞天元點，則另得五目。

- 其他規則大致與中國古圍棋相同。

## 術語
- 贡：天元。
- 波：座子。
- 具：棋子。
- 姜具：駿馬棋，指下好棋。
- 旁具：毛驢棋，指下壞棋。
- 甲恰：讓子。
- 则杰贡杰：天元、兩個一一角都被奪走，而輸掉共二十五目。
- 达拉夏瓦杰恰：八隻鹿，表示用八枚棋子在边线处组成兩个眼。
- 则拉年莫珠恰：六條魚，表示用六枚棋子在角处组成兩个眼。
- 密芒迪吾尼须拉，朗钦达密扫噶乃：彪悍大象，表示兩枚棋子並連。

## 外部連結
- 日语维基条目“ミマン（日语：ミマン）”(密芒)
- 1958年11月錫金王子與伊予本桃市對弈的棋譜